# Альметьев, Николай Михайлович
Николай Михайлович Альметьев (иногда Альметев; 21 октября (2 ноября) 1872, Оренбургская губерния — 1938, Узбекская ССР) — войсковой старшина царской армии, полковник Белого движения, командующий 35-го полка Оренбургского казачьего войска (1919), кавалер шести орденов. Брат войскового старшины В. М. Альметьева.

## Биография
Родился 21 октября (2 ноября) 1872 года в Остроленском поселке, Верхнеуральского уезда, Оренбургской губернии. Как и его братья, Василий и Пётр, Николай являлся представителем офицерской династии нагайбаков, происходившей, по данным некоторых исследователей, из рода татарских мурз. Получил общее школьное образование в городском двухклассном училище Верхнеуральска, после поступил в Оренбургское казачье юнкерское училище, которое окончил в 1892 году по первому разряду — получил почётное оружие «за отличное окончание».
В конце июля 1890 года приступил к воинской службе в Русской императорской армии. В июне 1891 стал вахмистром. В сентябре 1893 года получил чин хорунжего, а в начале июля 1897 — сотника (со старшинством с сентября 1896). Стал казачьим подъесаулом во время Русско-Японской войны, в декабре октябре 1904, а есаулом — перед Первой мировой войной, в январе 1914, причём со старшинством на восемь лет ранее. Был произведён в войсковые старшины «иррегулярной кавалерии» в середине Великой войны — в мае 1916 года (со старшинством с 1914); стал полковником во время Гражданской войны, в марте 1919 года.
По факту, именно Н. Альметьев выполнял обязанности начальника войскового штаба Оренбургского казачества с ноября 1914 по январь 1917 года — при том, что до войны состоял в должности наблюдающего за табунами второго военного отдела. Был участником Тургайского похода в апреле-июле 1918 года, после чего оказался в комплекте казачьих полков Оренбургского войска. В июле выдавал чеки на бесплатные обеды казакам-офицерам, а с 25 числа стал старшим адъютантом казачьего отдела штаба Оренбургского военного округа. В том же, 1918, году он возглавил «казачий и инородческий отдел» штаба округа и стал дежурным генералом штаба Юго-Западной армии (в октябре) — а позднее и Оренбургской отдельной армии. В мае 1919 года был откомандирован в распоряжения походного атамана всех казачьих войск, «на сформирование штаба» — «служил в армии Дутова в чине генерала».
В конце июня 1919 года стал уполномоченным командующего Южной Белой Армии по охране государственного порядка и общественного спокойствия в Оренбургском округе. В том же году получил под своё командование Оренбургский 35-й казачий полк. Стал участником Голодного похода в ноябре-декабре 1919 года, после чего, в 1920, оказался в эмиграции в Китае — получил китайское гражданство. К моменту эмиграции из недвижимого имущества имел «за родителями» деревянный дом в посёлке Остроленском.

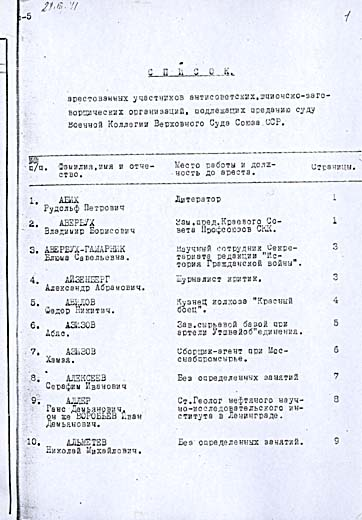
Фрагмент дела Н. М. Альметьева (1938)

Николай Михайлович, «по национальности ногойбак», был арестован НКВД 6 июня 1938 года — не имевший на тот момент работы, он обвинялся по статьям 58, 60, 62, 67 Уголовного кодекса Узбекской ССР: «принимал участие в формировании войсковой бригады… предназначенной для нападения на Советский Союз», «был привлечён для шпионской работы в пользу германской разведки». В его деле имелись «изобличающие показания» десяти человек, из которых девять были осуждены к высшей мере наказания.

## Награды
- Орден Святой Анны 4 степени (1904—1905): «за храбрость»
- Орден Святого Станислава 3 степени (1909)
- Орден Святого Станислава 2 степени
- Орден Святой Анны 3 степени (1913)
- Орден Святого Владимира 4 степени с бантом (1919): с надписью «25 лет»
- Бухарский орден серебряной звезды 1 степени (апрель 1910)
- Золотая юбилейная медаль эмира Бухарского (май 1911)
- Почётное оружие за отличное окончание курса Оренбургское казачье юнкерское училище (25 июля (6 августа) 1892)
- Серебряная медаль «В память царствования императора Александра III» (июнь 1897)[8]

## Семья
Брат (младший): Феодор Михайлович Альметев (1876—1920) — священник Оренбургской епархии Русской Православной Церкви, сотрудник киргизской миссии (1902—1906), заведующий Александровским миссионерским станом (1906—1907), благочинный Требиатского (1913—1915) и 3-го Верхнеуральского (1915—1917) округов. Расстрелян в 1920 г. в Казахстане, близ города Сергиополь, Семипалатинская область.
Брат (младший): Василий Михайлович Альметьев (1879 — после 1919) — есаул царской армии, войсковой старшина Белого движения, временный командующий 21-го полка Оренбургского казачьего войска (1919), кавалер шести орденов.
Николай Альметьев был женат на Анне Ионовне (Альметьевой), уроженке Оренбургской губернии и дочери верхнеуральского купца. В семье был один ребёнок: дочь Татьяна (род. 1909).